# Pseudopoda thorelli
Pseudopoda thorelli là một loài nhện trong họ Sparassidae.
Loài này thuộc chi Pseudopoda. Pseudopoda thorelli được Peter Jäger miêu tả năm 2001.